# Roland Klick
Roland Klick (Hof, Baviera, 4 de juliol de 1939) és un director de cinema i guionista alemany.

## Biografia
Va créixer a Nennslingen després de la guerra. Klick va estudiar teatre i alemany a Múnic, va treballar com a càmera en una pel·lícula de Rolf Schünzel el 1962 i va fer el seu primer curtmetratge, Weihnacht, el 1963. Després d'altres dos curtmetratges, Ludwig (1964) i Zwei (1965), la pel·lícula de televisió Jimmy Orpheus es va fer el 1966.
Bübchen, el seu primer llargmetratge de 1968, va ser un èxit i Klick va ser aclamat com l'esperança del cinema alemany. El 1970, sota la protecció de l'exèrcit israelià, Klick va rodar el neowestern Deadlock a Israel, protagonitzat per Mario Adorf. La pel·lícula, per la qual Klick estava molt endeutat, es va convertir en el seu major èxit, tant a taquilla com amb la crítica: el director va rebre el seu primer Deutscher Filmpreis i la pel·lícula va rebre el títol de "particularment valuosa". Deadlock es va mostrar en una projecció especial al Festival de Cannes. Com a resultat, Klick va rebre una sèrie d'ofertes per a spaghetti westerns i d'Hollywood, incloses les de Steven Spielberg, totes les quals va rebutjar.
El 1973 va rodar Supermercat amb Eva Mattes, una pel·lícula de gran ciutat a la qual Marius Müller-Westernhagen va aportar la cançó principal com Marius West. El 1975, va posar en escena Lieb Vaterland magst ruhig sein, una adaptació d'una novel·la de Johannes Mario Simmel. Klick va rebre el seu tercer Deutscher Filmpreis pel llargmetratge documental Derby Fever USA sobre les curses de cavalls als EUA. El 1979 va crear la versió alemanya doblada del terror apocalíptic de George A. Romero El despertar dels zombis per a la nova Constantin Film de Bernd Eichinger com a autor i director de diàlegs.
Dues setmanes abans del rodatge de l'obra per encàrrec Christiane F. – Wir Kinder vom Bahnhof Zoo fou acomiadat a causa dels desacords amb el productor Bernd Eichinger. Entre 1981 i 1983 va fer White Star amb Dennis Hopper, l'addicció a la cocaïna del qual va causar grans problemes durant el rodatge i va contribuir al fet que la pel·lícula només es pogués realitzar com un fragment. White Star, que va guanyar el Bundesfilmpreis, va ser un fracàs a la taquilla.
Entre 1987 i 1989 es va fer la pel·lícula Schluckauf, una comèdia sobre una dona que acaba a Berlín des del camp. No obstant això, la pel·lícula mai es va estrenar regularment a causa de disputes amb el productor i l'agència de promoció de la pel·lícula. El 1989 Klick es va retirar del negoci del cinema. Treballa en escrits i llibres de teoria cinematogràfica, ensenya a diverses escoles de cinema alemanyes i després de 1992 també va treballar per a televisió amb pseudònim.
El setembre de 2008, el cinema d'art de Berlín Tilsiter Lichtspiele li va dedicar una retrospectiva completa. La documentalista Sandra Prechtel va acompanyar Klick durant tres anys, a partir del 2010, i en el seu documental The Heart is a Hungry Hunter també va comptar amb companys com Hark Bohm, Otto Sander i Eva Mattes que parlen de Klick.

## Filmografia
- Weihnacht (1963, curtmetratge)
- Ludwig (1964, curtmetratge)
- Zwei (1965, curtmetratge)
- Jimmy Orpheus (1966)
- Bübchen (1968)
- Deadlock (1970)
- Supermarket (1974)
- Lieb Vaterland magst ruhig sein (1976)
- Derby Fever USA (1979, documental)
- White Star (1983)
- Schluckauf (1989)